# ارام
ارام یا رام(عبری:רם به معنی بلند و عالی) پسر حصرون و نواده فارص از سبط یهودا بود که پس از مهاجرت یعقوب به مصر، متولد شد. او از نیاکان عمیناداب، بوعز و داوود پادشاه است. نام او در نسب‌نامه‌های عیسی در عهد جدید ارام آمده است. نام او پس از کتاب راعوت در نسب‌نامه اول تواریخ ایام نیز ذکر شده است.